# Спас-Клепики
Спас-Кле́пики (рос. Спас-Клепики) — місто (з 1920), адміністративний центр Клепиківського району, Рязанська область, Росія.
Розташоване при впадінні річки Совка до річки Пра в центральній частині  Мещерської низовини за 67 км на північний схід від Рязані.

## Історія
Місто Спас-Клепики відоме з XVI століття як село Клепиково на Касимовському тракті, що входило до Старорязанського стану Рязанського (Переяслав-Рязанського) повіту. Найменування «Клепиково»  походить від старовинного назви ножа для очищення риби — «клепика». Після відкриття церкви Спаса село отримує другу назву — Спаське. На початку XX століття назви були об'єднані.
У другій половині XVII століття село отримало популярність як торговий центр із полотняною фабрикою. У 1730-х рр. належало московському купцеві 1 гільдії Миколі Панкратовичу Рюміну, потім було відписане в казну. У 1750-х рр. селом володів підполковник, князь Григорій Патрикійович Кільдишев. У середині XIX століття в районі Клепикова починає розвиватися виробництво вати та клоччя. Додатковий імпульс розвитку міста надало спорудження вузькоколійної залізниці, що до початку XX століття поєднала Рязань і Владимир. Дорога в місті була розібрана в 1999 році, коли вокзал і дерев'яний залізничний міст через річку Пру згоріли. Найближча залізнична станція розташована за 25 км від міста, у селищі міського типу Тума.
У 1859 році у Спас-Клепиках було 68 дворів при чисельності населення 458 осіб.
Наприкінці XIX — початку XX століття Спас-Клепики були адміністративним центром Клепиківської волості Рязанського повіту.
У 1909 — 1912 роках у церковно-учительській школі Спас-Клепиків навчався Сергій Єсенін.
1 липня 1918 року у Спас-Клепиках відбулося селянське повстання, самосуд натовпу над трьома представниками Рязанської губернської надзвичайної комісії і начальником 4-ї дільниці місцевої народної міліції.
У 1920 році Спас-Клепикам було присвоєно статус міста. У 1919 році утворено Спас-Клепиківський район.